# Sergej Chodos
Sergej Viktorovič Chodos (* 14. července 1986 Usť-Kamenogorsk, Sovětský svaz) je ruský sportovní šermíř, který se specializuje na šerm kordem. Do roku 2010 reprezentoval Kazachstán. V roce 2016 byl náhradníkem ruského družstva kordistů na olympijských hrách, které vypadlo v úvodním kole. S ruským družstvem kordistů vybojoval třetí místo na mistrovství Evropy v roce 2011 a 2014.